# Księżniczka Hania i Grymasek
Księżniczka Hania i Grymasek – polski serial animowany wyprodukowany przez Flat Foot Films, emitowany od 25 grudnia 2017 roku na kanale dzięcięcym MiniMini+.

## Fabuła
Księżniczka Hania przyjaźni się ze zwierzątkiem o imieniu Grymasek, wspólnie poznają otaczający ich świat i odkrywają umiejętności współpracy, a także ideę niesienia innym pomocy.

## Dubbing
Opracowanie: Studio Sonica

Reżyseria: Leszek Nowicki

Dialogi: Anna Żarnecka, Jarosław Wójcik

Kierownictwo produkcji: Agnieszka Kudelska
Wystąpili:
- Marianna Obuchowicz – Hania
- Krzysztof Szczepaniak – Grymasek
- Lidia Sadowa – Mama Królowa
- Jan Aleksandrowicz-Krasko – Tata Król
- Marta Dobecka – Viola